# Petar Stojanović
Petar Stojanović, slovenski nogometaš, * 7. oktober 1995, Ljubljana.

## Življenjepis
Petar Stojanović prihaja iz Ljubljane in z nogometom se je začel ukvarjati pri 8 letih pri Ljubljanskem klubu ND Slovan.
Stojanović je člansko kariero v prvi slovenski ligi začel pri klubu NK Maribor leta 2012, posojen je bil tudi v Veržej.
18. novembra 2014 je debitiral v slovenski reprezentanci na prijateljski tekmi proti kolumbijski reprezentanci na stadionu Stožice kot najmlajši debitant v zgodovini reprezentance.